# Sogéa Football Club
O Sogéa Football Club é um clube de futebol com sede em Libreville, Gabão.

## História
A equipe compete no Campeonato Gabonês de Futebol.